# گمینا یدوابنو
گمینا یدوابنو (به لهستانی:  Gmina Jedwabno) یک گمینا در لهستان است که در شهرستان شچتنو واقع شده‌است. گمینا یدوابنو ۳۱۱٫۵۱ کیلومتر مربع مساحت و ۳٬۵۶۱ نفر جمعیت دارد.